# Daphne Blake

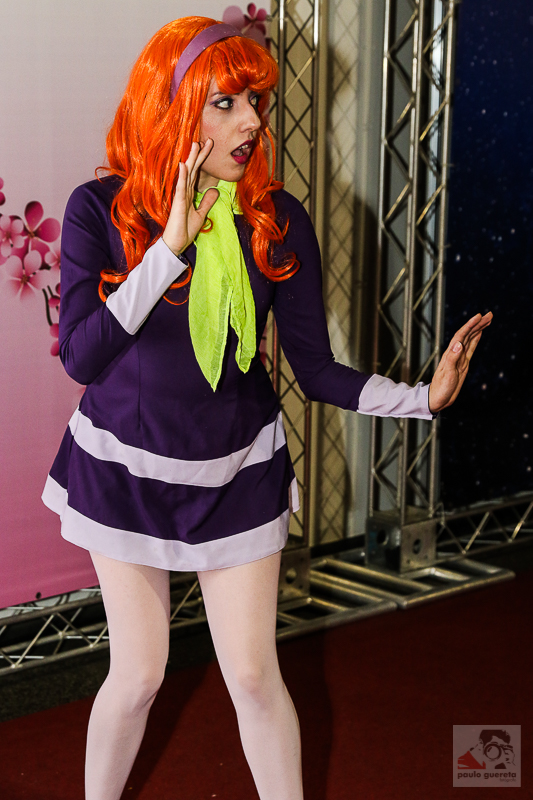
Person klädd som Daphne Blake.

Daphne Ann Blake är en fiktiv seriefigur i den amerikanska animerade serien Scooby-Doo. Daphne kommer från en rik familj och hamnar ofta i fara.